# Hedvigslundskyrkan
Hedvigslundskyrkan är en kyrkobyggnad som ligger i Gävle. Kyrkan inhyser bland annat förskola och idrottshall, och är hem till Gävle Pingstförsamling. Församlingens vision är "Ge varje Gävlebo en rimlig chans".